# Història de la Unió Soviètica (1985-1991)
La història de la Unió Soviètica des de 1985 fins a 1991 és la història de la seva desaparició com a estat. El col·lapse de la Unió Soviètica, que la portà a dissoldre's en una munió d'estats, començà a inicis de 1985. Després de dècades de desenvolupament militar soviètic, assolit en detriment del desenvolupament de l'economia domèstica, el creixement econòmic es trobava en un punt mort. Els fracassats intents reformistes, una economia estancada i la guerra de l'Afganistan havien portat al país cap a un sentiment general de descontentament, especialment a les Repúbliques Bàltiques i a l'Europa de l'Est. Les reformes polítiques i socials més profundes, portades a terme pel darrer líder de la Unió Soviètica, Mikhaïl Gorbatxov, anomenades perestroika i glasnost, crearen una atmosfera de crítica oberta cap al règim de Moscou. La dramàtica caiguda del preu del petroli el 1985 i 1986 i la consegüent mancança de divises (que havien d'usar-se en la compra de gra durant els següents anys) influí profundament a l'actuació dels líders soviètics.
Es considera que la dissolució de la Unió Soviètica va iniciar-se amb la Guerra afganosoviètica i la posterior pèrdua del control sobre el territori amb les vagues a les mines de carbó d'Ucraïna i Sibèria i les inestabilitats a les Repúbliques Socialistes Soviètiques no russes del Bàltic i el Caucas, que començaren a resistir-se al poder central de Moscou, i l'increment de la democratització comportà al seu afebliment. La balança comercial buidava progressivament les arques de la Unió, apropant-se perillosament a una possible situació de fallida. La Unió Soviètica acabaria col·lapsada el 1991, amb l'arribada de Borís Ieltsin al poder després d'un fallit cop d'estat que tractava de derrocar a Gorbatxov i donar marxa enrere a les seves reformes.

## L'ascens de Gorbatxov

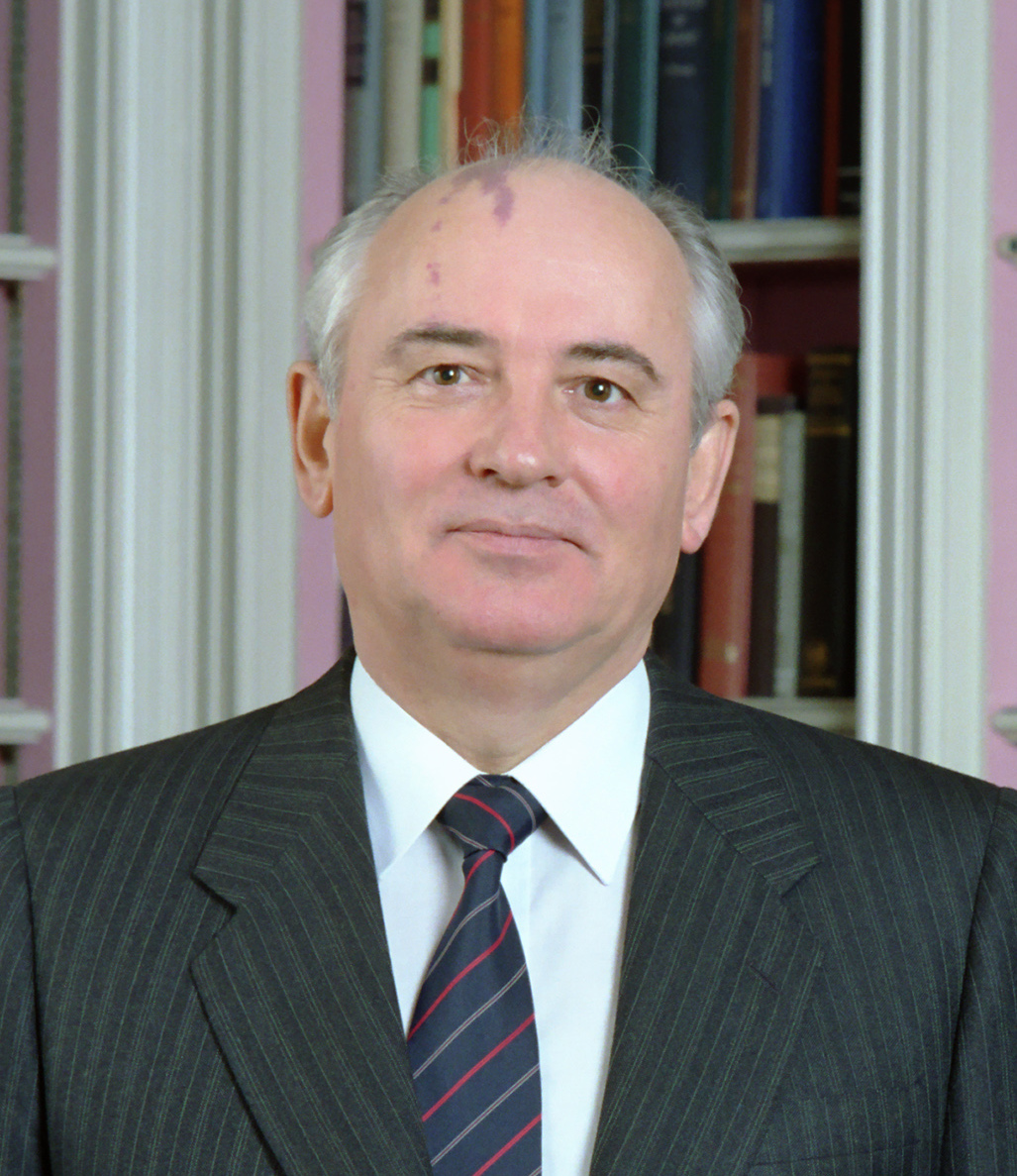
Mikhaïl Gorbatxov

Després d'anys d'estancament en les reformes soviètiques, entre 1969 i 1987, el nou pensament dels apparatchiks comunistes més joves començà a prendre importància. Després de la mort de Konstantín Txernenko, el Politburó escollí a pel càrrec de Secretari General del PCUS al març de 1985, marcant l'ascens d'una nova generació al poder. Sota Gorbatxov, els tecnòcrates relativament joves, favorables a la reforma, i que havien iniciat les seves carreres durant el procés de desestalinització de Nikita Khrusxov (1953-1964), ràpidament consolidaren el seu poder dins del PCUS. Així, proporcionaren una nova empenta necessària per a la liberalització política i econòmica, així com que es cultivessin unes relacions polítiques i comercials més càlides amb l'oest.
El President americà Jimmy Carter havia finalitzat oficialment amb la política de détente, ajudant militarment al president del Pakistan, Muhammad Zia-ul-Haq, el qual, pel seu costat, recolzava financerament al moviment Mujahidí anti-soviètic a l'Afganistan, després de la invasió soviètica en aquell país. Les tenses relacions entre ambdues superpotències s'agreujaren quan Carter decidí embargar comercialment a l'URSS declarant que la invasió soviètica era "l'amenaça més seriosa per a la pau des de la Segona Guerra Mundial". La tensió seguí en augment durant el primer període del mandat del President Ronald Reagan (1981-85), arribant a nivell que no s'havien vist des de la Crisi dels míssils de Cuba. Reagan va adoptar una postura de línia dura contra la Unió Soviètica, etiquetant-la com un imperi del mal, que seria relegat a la pila de cendres de la història. Amenaçà de desenvolupar un sistema de defensa contra míssils balístics (també conegut com a "Guerra de les Galàxies", contra el que els soviètics no serien capaços de competir.
Mentre que Gorbatxov encapçalava el procés que conduiria al desmantellament de l'economia estalinista soviètica a través dels seus programes de glasnost (obertura política), perestroika (reestructuració econòmica) i uskorenije (accelerament del desenvolupament econòmic) anunciats el 1986, l'economia soviètica patí tant d'una inflació amagada com d'una creixent mancança de subministraments. La situació s'agreujava per l'existència d'un mercat negre cada cop més estes, que minava l'economia oficial. A més, les despeses pròpies de ser una superpotència (despeses militars, el KGB, les subvencions als estats adherits) superaven la capacitat econòmica soviètica. La nova era de la industrialització basada en les tecnologies de la informació deixaria a la Unió Soviètica sense accés a la tecnologia occidental i necessitada de crèdits per a poder respondre i sobreposar-se al seu creixent retard. A propòsit d'això, se li uniren la guerra de l'Afganistan, senyalada habitualment com el "Vietnam soviètic" i el desastre de Txernòbil, que suposaria un greu cop pel prestigi soviètic, a més d'una tragèdia humanitària de proporcions colossals.

### Reformes

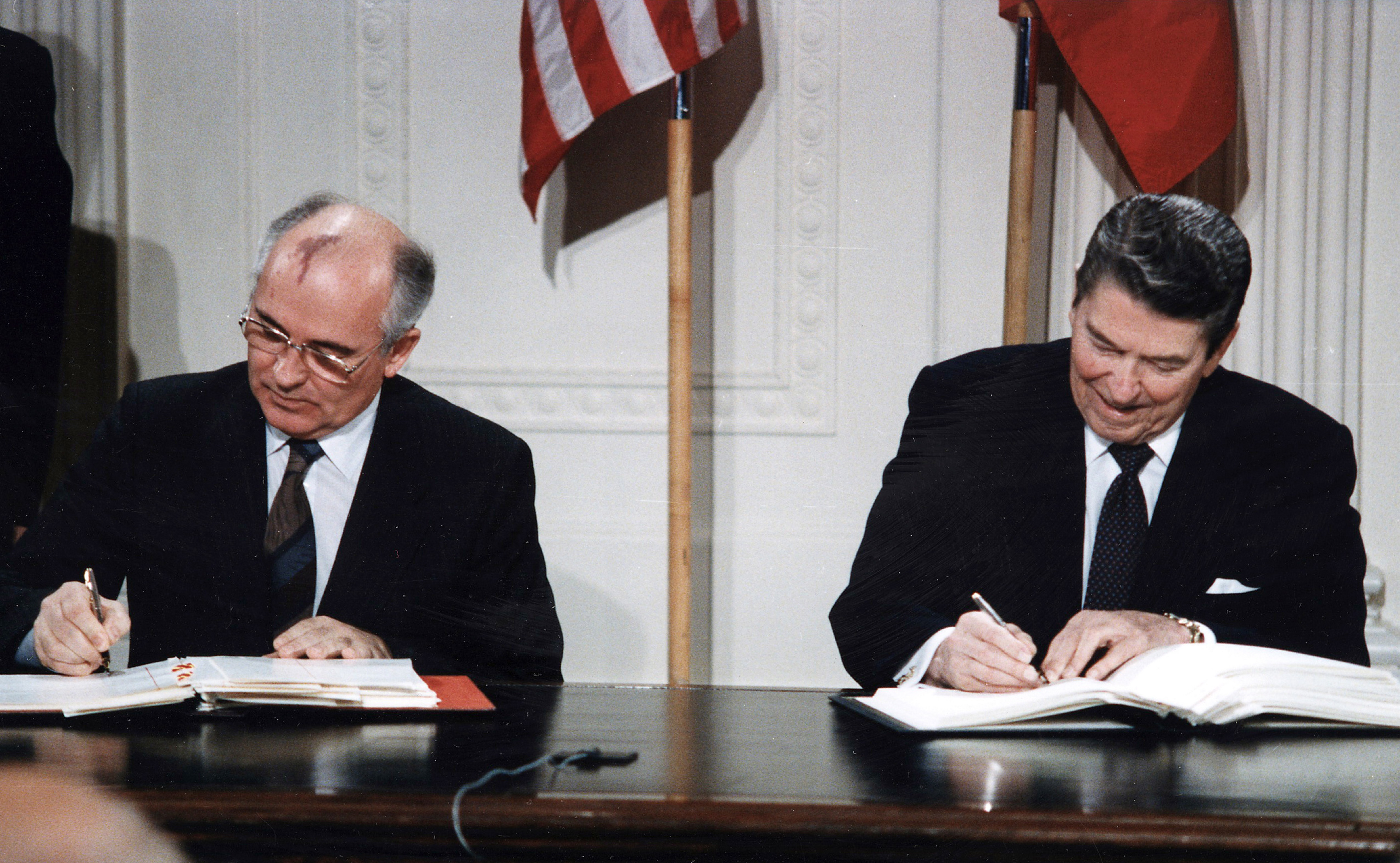
Mikhaïl Gorbatxov i Ronald Reagan signen el Tractat d'Eliminació de Forces Nuclears Intermèdies (NIF) al 1987

La Llei sobre Cooperatives, decretada al maig de 1988 va ser potser la reforma econòmica més radical durant la primera part de l'era Gorbatxov. Per primera vegada des de la Nova Política Econòmica de Lenin, la llei permetia la propietat privada de negocis als serveis, la indústria i sectors del comerç exterior. Tot i que inicialment imposava alts impostos i restriccions a la feina, posteriorment va ser revisada a fi de desalentar les activitats del sector privat. Des d'aquesta nova perspectiva, els restaurants, les botigues i les fàbriques cooperatives privades van anar convertint-se en una part de l'escena soviètica.
Una conferència convocada el 1987 per l'economista soviètic Leonid Abalkin, conseller de Gorbatxov, va concloure afirmant que "les transformacions profundes en la direcció de l'economia no poden ser realitzades sense els corresponents canvis en el sistema polític". És per tant possible que l'objectiu principal de Gorbatxov amb la seva política de la glasnost no fos sinó per pressionar als conservadors que s'oposaven a les seves polítiques de reestructuració econòmica, confiant simultàniament que mitjançant l'obertura, el debat i la participació, el poble soviètic en conjunt recolzés les seves iniciatives reformistes.
La glasnost derivà en unes majors lliberats d'expressió i de premsa, molt menys controlades per l'Estat. Milers de presoners polítics i dissidents van ser alliberats. La ciència soviètica va poder començar a investigar i publicar lliurement sobre molts temes que havien estat prohibits, arribant-se fins i tot a realitzar-se enquestes públiques d'opinió. Es fundà el Centre de la Unió per a la Investigació de l'Opinió Pública (VCIOM), la més destacada de les organitzacions de votació fundades en aquest període. Els arxius estatals es convertiren en més accessibles, i algunes estadístiques en temes sensibles com la disparitat d'ingressos, delictes, suïcidis, avortaments i mortaldat infantil, que havien estat guardats en secret, veieren la llum. El primer centre per a estudis d'aquest tipus va ser obert dins del recent format Institut per a l'Estudi Socio-Econòmic de la Població Humana.
El gener de 1987, Gorbatxov cridà a la democratització: s'inclogueren elements democràtics en el procés polític, com les eleccions amb diversitat de candidats. Al juny de 1988, a la XIX Conferència del PCUS, Gorbatxov impulsà reformes radicals, destinades a reduir el control del Partit sobre el govern. Al desembre de 1988, el Soviet Suprem aprovà la fundació d'un Congrés dels Diputats del Poble, que les esmenes constitucionals havien establert com un nou cos legislatiu de la Unió Soviètica. Les eleccions al Congrés van celebrar-se per tota l'URSS al març i a l'abril de 1989. El 15 de març de 1990, Gorbatxov va ser elegir primer President de la Unió Soviètica.

### Conseqüències involuntàries
Els esforços de Gorbatxov per dinamitzar el sistema comunista, tot i que prometedors, van acabar demostrant-se com incontrolables i van causar un torrent de successos que finalment conduirien a la dissolució de la Unió Soviètica. Tot i que en un principi les polítiques de la perestroika i la glasnost estaven previstes com a instruments pel sosteniment de l'economia soviètica, ben aviat comportaren conseqüències involuntàries:
La relaxació que comportà la glasnost causà que el Partit Comunista perdés el seu domini absolut sobre els mitjans. En poc temps, i davant la vergonya de les autoritats, els mitjans començaren a exposar els greus problemes socials i econòmics que regnaven pel país i que el govern soviètic havia negat durant molt de temps, i fins i tot havia amagat activament. Entre els que suscitaven una major atenció s'incloïen la pobresa de l'habitatge, l'alcoholisme, el consum de drogues, la contaminació, les fàbriques antiquades de l'era de Stalin i la corrupció a petita i gran escala. Tots aquests problemes mai no havien aparegut al discurs dels mitjans oficials durant dècades. Els informes dels mitjans també exposaren delictes comesos pel mateix Stalin i pel govern soviètic, com els gulags, els tractats amb Adolf Hitler i les Grans Purgues. A més, la guerra en curs a l'Afganistan i la mala direcció del desastre de Txernòbil de 1986 van danyar la credibilitat del govern.
Així doncs, la visió política de la vida soviètica que havia estat presentada al públic pels mitjans oficials durant dècades estava sent ràpidament desmuntada, i els aspectes negatius de la vida a la Unió Soviètica apareixien al discurs públic. Això minà la fe del poble en el sistema soviètic, i erosionà la base social del Partit Comunista, amenaçant la identitat i la integritat de la mateixa Unió.
A més, aquests aires reformistes també arribaren a la resta dels països del Pacte de Varsòvia, i l'ascens de Lech Wałęsa el 1980 al capdavant del sindicat polonès Solidarność (Solidaritat) mostrà que la Unió Soviètica ja no podia dependre dels seus països satèl·lits a l'Europa Oriental de protecció com a zona para-xocs davant un atac occidental. Cap a 1989, Moscou rebutjà la Doctrina Brejnev a favor de la no-intervenció en els afers interns dels seus aliats del Pacte de Varsòvia i, gradualment, cadascun dels seus membres, va veure com els seus governs comunistes queien en eleccions populars i, en el cas de Romania, mitjançant una revolta popular. Cap al 1991, els governs comunistes de Bulgària, Txecoslovàquia, Alemanya Oriental, Hongria i Romania, tot ells imposats després de la Segona Guerra Mundial, van ser rebaixats quan la revolució escombrà l'Europa de l'Est.
La Unió Soviètica també començà a experimentar l'agitació quan les conseqüències polítiques de la glasnost van escampar-se per tot el país. Tot i els esforços en la contenció, l'agitació de l'Europa Oriental inevitablement s'estengué a les diferents nacionalitats dins de l'URSS. A les eleccions a les assemblees reginals dins de les repúbliques constituents de la Unió Soviètica, els nacionalistes i els reformadors radicals van escombrar. Com que Gorbatxov havia escombrat el sistema de repressió política interna, la capacitat del govern de Moscou per imposar la seva voluntat a les repúbliques havia quedat seriosament minat. Les protestes massives a les Repúbliques Bàltiques, com la Cadena Bàltica i la Revolució Cantada van cridar l'atenció internacional i van sostenir moviments d'independència en diverses regions més. L'ascens del nacionalisme auspiciat per la glasnost va fer que les tensions ètniques tornessin a sorgir en diverses repúbliques soviètiques, desacreditant posteriorment l'ideal d'un únic poble soviètic unificat. Un cas va ocórrer al febrer de 1988, quan el govern de Nagorno-Karabakh, una regió armènia a l'RSS de l'Azerbaidjan passà una resolució demanant la unificació amb l'RSS d'Armènia. La violència contra els azerbaidjans locals va ser relatada per la televisió soviètica, provocant matances d'armenis a la ciutat azerbaiana de Sumgait.
Envalentonats per l'atmosfera liberalitzada de la glasnost, la insatisfacció pública per les condicions econòmiques era molt més oberta del que mai no havia estat en el període soviètic. Tot i que la perestroika va ser considerada com una temptativa valenta en el context de la història soviètica, els intents de Gorbatxov en la reforma econòmica no eren prou radicals per a reactivar una economia crònicament inactiva a finals dels anys 80. Les reformes van fer algunes incursions en la descentralització, però Gorbatxov i el seu equip mantingueren intactes la major part dels elements fonamentals del sistema estalinista, incloent-hi el control dels preus, la inconvertibilitat del ruble, l'exclusió de l'administració de la propietat privada i el monopoli estatal sobre la major part dels mitjans de producció.
Cap a 1990, el govern soviètic ja havia perdut el control de les condicions econòmiques. Les despeses del govern augmentaren bruscament quan un nombre creixent d'empreses poc rendibles van demanar que seguís el suport estatal i les subvencions del preu al consumidor. Els ingressos fiscals van disminuir, mentre que la república i les administracions municipals van retenir ingressos fiscals del govern central sota l'esperit creixent de l'autonomia regional. La campanya anti-alcohol també va reduir ingressos fiscals, que el 1982 constituïen aproximadament el 12% de tots els ingressos estatals. L'eliminació del control central de les decisions de producció, sobretot al sector de béns de consum, conduí a l'avaria de les relacions subministrador-productor tradicionals sense contribuir a la formació de nous. Així, en lloc de dinamitzar el sistema, la descentralització de Gorbatxov causà nous colls d'ampolla a la producció.

## La dissolució de la Unió Soviètica
El 7 de febrer de 1990, el Comitè Central del Partit Comunista de la Unió Soviètica consentí en abandonar el seu monopoli del poder. Durant les setmanes següents, les 15 repúbliques constituents de l'URSS van celebrar les seves primeres eleccions competitives, i els reformadors i els nacionalistes ètnics van guanyar molts dels escons.
Les repúbliques constituents van començar a afirmar la seva sobirania nacional sobre Moscou i començaren una "guerra de lleis" amb el govern central, en el qual els governs de les repúbliques constituents van rebutjar una legislació unitària, on aquesta entrés en conflicte amb les lleis locals, afirmant el control de les seves economies locals i rebutjant pagar ingressos fiscals al govern central de Moscou. Aquesta lluita causà la dislocació econòmica, quan les línies de subministraments van quedar trencades i van provocar la reducció de l'economia soviètica.
Sąjūdis, el moviment pro-independencia lituà establert el 3 de juny de 1988 va fer que Gorbatxov visités Vílnius el gener de 1990, provocant una manifestació pro-independència que reuní prop de 250.000 persones. L'11 de març de 1990, Lituània, conduïda pel president del Consell Suprem, Vitautas Landsbergis, declarà la independència; però l'exèrcit soviètic suprimí el moviment amb els tancs. La Unió Soviètica inicià un bloqueig econòmic de Lituània, deixant-hi allà tropes "per assegurar els drets dels russos".

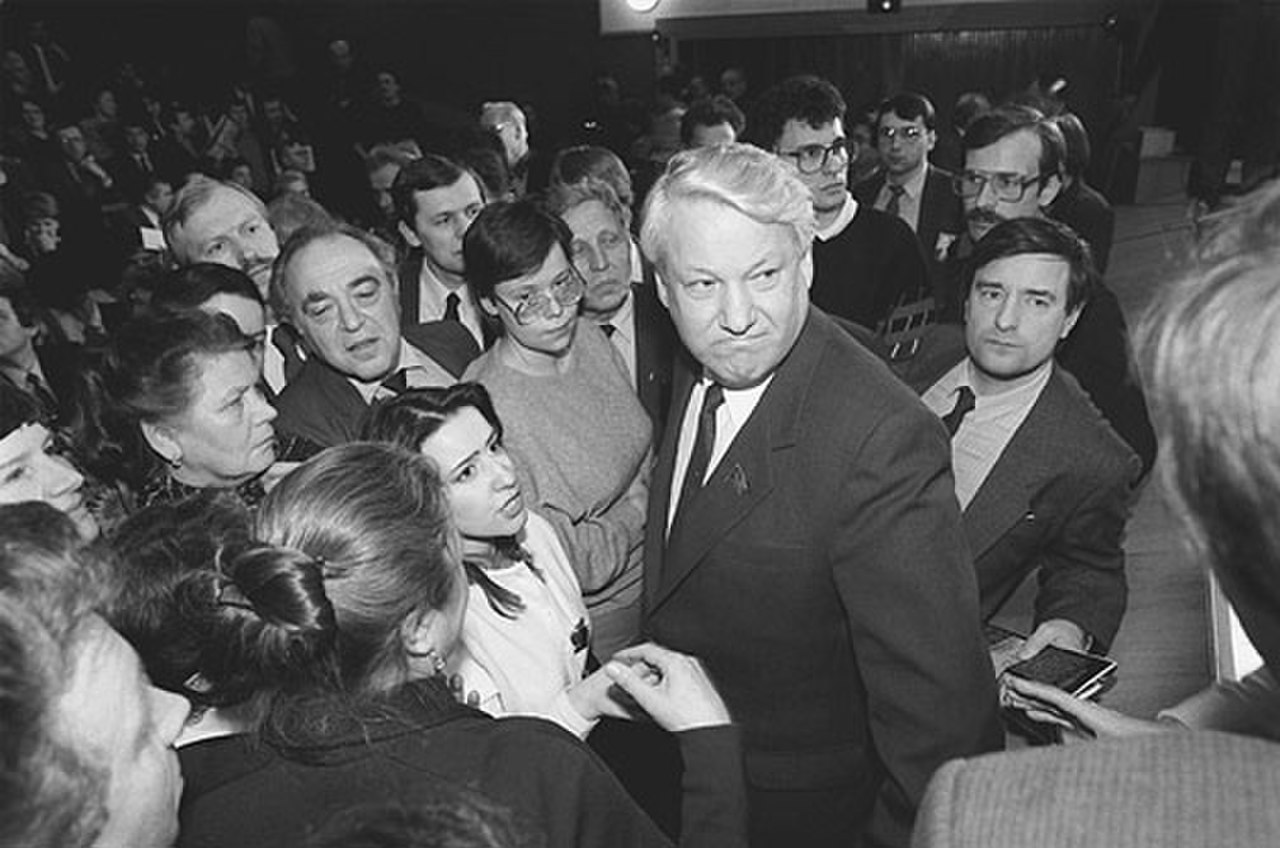
Borís Ieltsin, a una fotografia de 1989.

El 30 de març de 1990, el Consell Suprem Estoni declarà que el poder soviètic a Estònia des de 1940 havia estat il·legal, i que havia començat un procés per restablir a Estònia com a estat independent. El procés de restauració de la independència de Letònia començà el 4 de maig de 1990, amb una votació del Consell Suprem letó, que estipulà un període de transició per completar la independència. El 13 de gener de 1991, les tropes soviètiques, juntament amb Spetsnaz grup Alfa de la KGB, van assaltar la Torre de TV de Vílnius per suprimir els mitjans nacionalistes. Acabà amb 14 civils lituans desarmats morts i centenars de ferits.
El 17 de març de 1991, en un referèndum en tota la Unió, el 78% de tots els votants a favor del manteniment de la Unió Soviètica en una forma reformada. Les Repúbliques Bàltiques, Armènia, Geòrgia i Moldàvia van boicotejar el referèndum. En cadascuna de la resta de les altres nou repúbliques, una majoria dels votants recolzà la continuïtat de la Unió. Després dels resultats, Armènia indicà la seva voluntat de reincorporar-se a la discussió de la Unió.
El 12 de juny de 1991, Borís Ieltsin guanyà el 57% del vot popular a les eleccions democràtiques pel càrrec de President del Consell Suprem de la RSFS de Rússia, derrotant el candidat preferit de Gorbatxov, Nikolai Rijkov, qui obtingué el 16% dels vots. A la seva campanya electoral, Ieltsin criticà la "dictadura del centre", però no suggerí la introducció d'una economia de mercat. En canvi, va dir que ell posaria el seu cap sobre les vies del tren en cas de preus augmentats. Ieltsin prengué possessió del càrrec el 10 de juliol.
Durant la nit del 31 de juliol de 1991, l'OMON rus de Riga, l'oficina central militar al Bàltic, assaltà el post fronterer lituà a Medininkai, causant la mort de 7 militars lituans. Aquest fet afeblí encara més la posició de la Unió Soviètica, tant dins com fora de les seves fronteres.

### El Cop d'Agost
Davant del creixent separatisme de les repúbliques, Gorbatxov intentà reestructurar la Unió Soviètica en un estat menys centralitzat. El 20 d'agost de 1991, el SFSR rus va ser programat per signar un Nou Tractat d'Unió, que havia de convertir a la Unió Soviètica en una federació de repúbliques independents amb un president, política exterior i exèrcit comuns. El nou tractat va ser molt recolzat per les repúbliques asiàtiques centrals, que necessitaven el poder econòmic i els mercats comuns de la Unió Soviètica per a poder prosperar. Tanmateix, això significà la preservació del control del Partit Comunista de l'economia i la vida social. Els reformistes més radicals estaven cada cop més convençuts que es requeria una ràpida transició a una economia de mercat, encara si el resultat eventual inclogués la desintegració de l'estat soviètic. La desintegració de la Unió Soviètica també concordà amb el desig de les autoritats locals, com la presidència de Ieltsin, d'establir el poder ple sobre els seus territoris i desfer-se del penetrant control ideològic de Moscou. En contrast amb l'apropament tebi dels reformadors al nou tractat, els conservadors i els patriotes restants de la Unió Soviètica, encara fort dins del PCUS i de l'establiment militar, van estar completament oposats a quelcom que podria contribuir a l'afebliment de l'estat soviètic.
El 19 d'agost de 1991, el vicepresident de Gorbatxov, Guennadi Ianàiev, el primer ministre Valentín Pàvlov, el ministre de defensa Dmitri Iàzov, el cap del KGB Vladímir Kriutxkov, i altres funcionaris actuaren per evitar la signatura del tractat de la Unió formant el "Comitè Estatal d'Emergència". El Comitè posà a Gorbatxov (de vacances a Foros, Crimea), sota arrest domiciliari, va introduir de nou la censura política, i intentà restaurar l'estat de la unió. Els líders colpistes ràpidament van publicar un decret d'emergència que suspenia l'activitat política i prohibia la major part dels diaris.
Mentre que els organitzadors del cop esperaven una mica de suport popular a les seves accions, el sentiment públic en les grans ciutats estava majoritàriament en contra d'ells. El President de la RSFS de Rússia Borís Ieltsin va ser ràpid al condemnar el cop i obtenir el suport públic. Milers de persones a Moscou van sortir a defendre la Casa Blanca (l'oficina de Ieltsin), llavors el lloc simbòlic de la sobirania russa. Els organitzadors van intentar, deixant-ho estar finalment, detenir a Ieltsin, que reuní al voltant seu una oposició massiva al cop.
Després de 3 dies, el 21 d'agost, el cop es col·lapsà, els organitzadors van ser detinguts, i Gorbatxov va ser tornat com a president de la Unió Soviètica. No obstant això, els poders de Gorbatxov havien quedat fatalment compromesos quan ni la Unió ni les estructures de poder russes van atendre a les seves ordres.

### Conseqüències del Cop
A la tardor de 1991, el govern rus assumí el govern de la Unió, ministeri per ministeri. Al novembre, Ieltsin publicà un decret prohibint el PCUS a tota la República Russa. Com a conseqüència, molts antics apparatchiks van abandonar el Partit Comunista a favor de posicions a les noves estructures de govern.

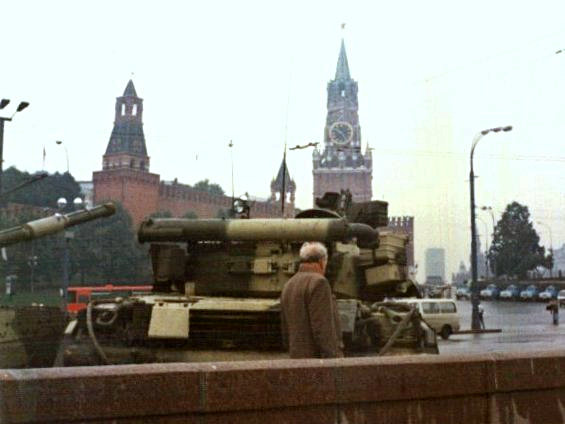
Tancs a la Plaça Roja, durant el Cop d'Agost

Després del cop, les repúbliques soviètiques acceleraren el seu procés cap a la independència, declarant la seva sobirania un darrere de l'altre. Les seves autoritats locals començaren a prendre la propietat localitzada al seu territori. El 6 de setembre de 1991, el govern soviètic reconegué la independència de les 3 Repúbliques Bàltiques, que les potències occidentals sempre van sostenir que havien de ser sobirans. A més, en plena batalla pel poder, el 18 d'octubre, Gorbatxov i els representants de 8 repúbliques (excloent Azerbaidjan, Geòrgia, Moldàvia, Ucraïna, Letònia, Lituània i Estònia) signaren un acord per la formació d'una nova comunitat econòmica. L'1 de desembre de 1991, Ucraïna reafirmà la seva independència després d'un referèndum en que el 90% dels votants optà la independència.
Mentrestant, la situació de l'economia soviètica seguí deteriorant-se. Cap a desembre de 1991, la mancança de menjar a la Rússia central causà la introducció del racionament del menjar a la regió de Moscou per primera vegada des de la Segona Guerra Mundial. No obstant això, Gorbatxov i el seu govern s'oposaren a qualsevol reforma ràpida de mercat, com el programa dels 500 dies de Iavlinski. Per trencar l'oposició de Gorbatxov, Ieltsin decidí dissoldre la Unió Soviètica d'acord amb el Tractat de la Unió de 1922 i, per tant, retirar a Gorbatxov i al seu govern del poder. Això va ser vist com una mesura forçada per salvar al país d'un col·lapse econòmic absolut, sent llavors extensament recolzat per la població russa. El pas també va ser recolzat entusiàsticament pels governs d'Ucraïna i Belarús, signataris juntament amb Rússia del Tractat de 1922.

### Formació de la CEI i final oficial de l'URSS
El 8 de desembre de 1991, els líders de les repúbliques russa, ucraïnesa i belarussa es trobaren a Belavèjskaia Puixtxa per signar els Acords de Belaveja, que declaren com a dissolta la Unió Soviètica i quedava substituïda per la Comunitat d'Estats Independents (CEI). Gorbatxov ho va descriure com un cop institucional, però ben aviat quedà clar que les reformes no podien ser aturades.
El 12 de desembre de 1991, la legislatura de la República Soviètica Russa formalment acceptà la secessió de Rússia de la Unió Soviètica, ratificant els Acords de Belaveja i denunciant el Tractat de la Creació de la Unió Soviètica de 1922. El 17 de desembre, dotze de les quinze repúbliques soviètiques signaren la Carta de l'Energia Europea a La Haia, com si fossin estats sobirans, juntament amb altres 28 països europeus, la Comunitat Europea i quatre països més no europeus.

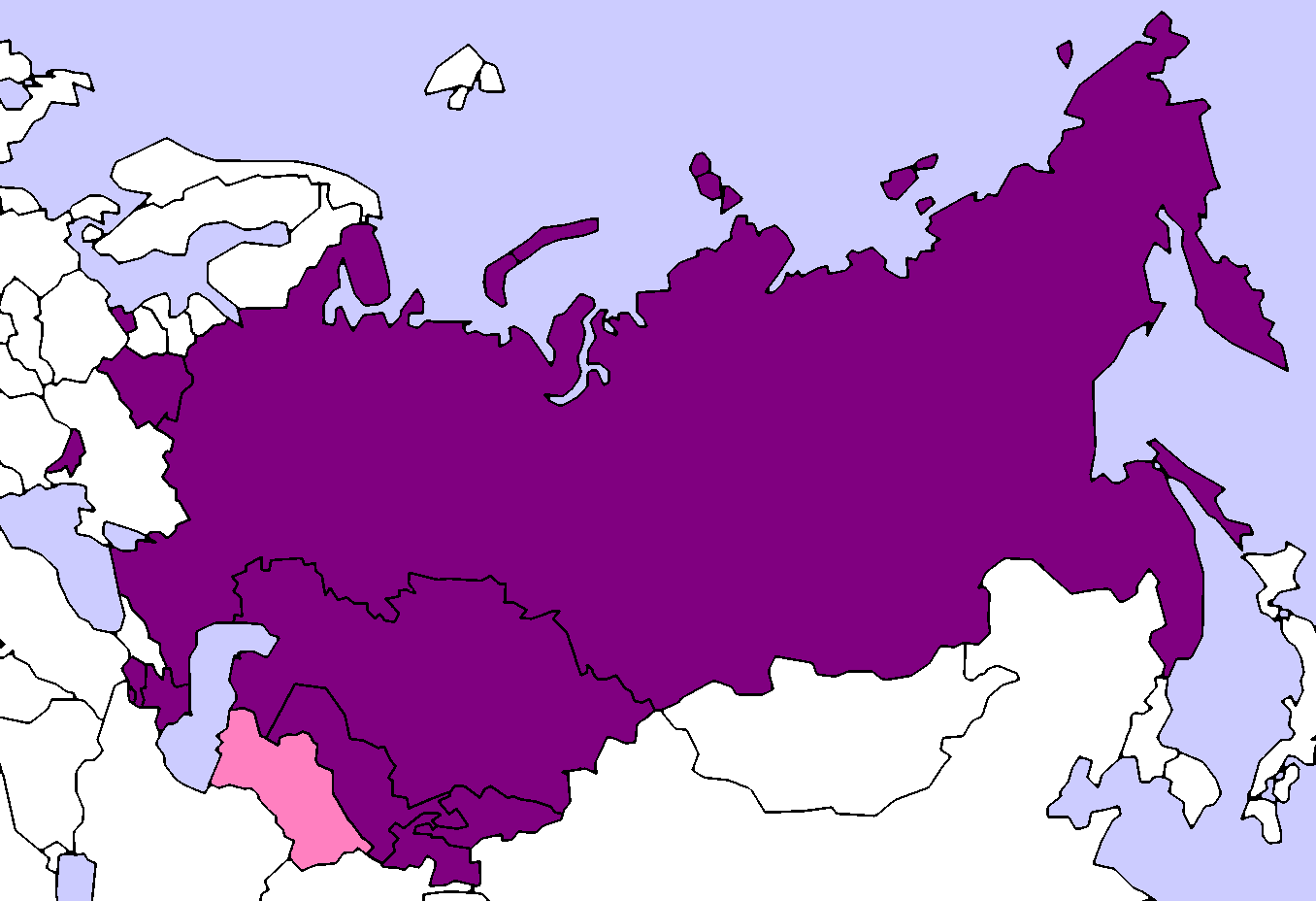
Mapa de la CEI.

Els dubtes persistiren sobre les autoritats dels Acords de Belaveja per a efectuar la dissolució de la Unió Soviètica, ja que només van ser signats per cinc de les repúbliques soviètiques. No obstant això, el 21 de desembre de 1991, els representants de totes les repúbliques soviètiques, excepte Geòrgia, signaren el Protocol d'Alma Ata, confirmant la dissolució de la Unió i també fent diverses provisions conseqüents a l'extinció de l'URSS.
També en aquella mateixa data, totes les antigues repúbliques soviètiques, llevat de les 3 Repúbliques Bàltiques, concordaren afiliar-se a la CEI. Els documents signats a Alma Ata el 21 de desembre també autoritzaren a Rússia per assumir el paper de la Unió Soviètica a l'Organització de les Nacions Unides, la qual cosa significava que Rússia prendria el seient de la Unió Soviètica al Consell de Seguretat. El 24 de desembre de 1991, l'ambaixador soviètic a l'ONU lliurà al Secretari General una carta del President de Rússia, Borís Ieltsin, informant-lo que, en virtut d'aquell acord, Rússia era el successor de l'URSS a l'ONU. Aquest document va ser posat en circulació entre els altres estats membres de les Nacions Unides, i sense que hi hagués cap objecció, va declarar-se com acceptat el 31 de desembre.
El 25 de desembre de 1991, Gorbatxov, cedint davant del que era inevitable, dimití com a President de l'URSS, declarant que la Presidència quedava extinta i traspassant tots els poders encara concedits al President de Rússia, Ieltsin. Aquella nit, la bandera de la Unió Soviètica va ser arriada per darrera vegada al Kremlin. Finalment, un dia més tard, el 26 de desembre de 1991, el Soviet Suprem reconegué l'extinció de la Unió Soviètica i es dissolgué. El 31 de desembre de 1991, totes les institucions soviètiques oficials havien cessat en les seves operacions quan les repúbliques individuals assumiren el seu paper del govern central.
La dissolució de la Unió Soviètica també deixà als Estats Units com a única superpotència al món.

## Sumari
Els quatre elements principals del vell sistema soviètic eren la jerarquia dels soviets, el federalisme ètnic, el socialisme estatal i el domini absolut del Partit Comunista. Els programes de perestroika i glasnost produïren efectes radicals imprevistos que rebaixaren aquell sistema.
Com a mitjà per reanimar l'estat soviètic, Gorbatxov repetidament provà de construir una coalició de líders que recolzessin les reformes i crear una nova base de poder. Posà en pràctica aquestes mesures perquè volia resoldre seriosos problemes econòmics i una apatia política que clarament amenaçava en posar a la Unió Soviètica en un estat d'estancament a llarg termini.
Però usant reformes estructurals per eixamplar oportunitats de líders i moviments populars a les repúbliques de la unió per guanyar influència, Gorbatxov també va fer possible que les forces nacionalistes, els comunistes ortodoxos i els populistes poguessin oposar-se a les seves temptatives de liberalitzar i revifar el comunisme soviètic. Tot i que alguns moviments aspiraven a substituir el sistema soviètic totalment per un sistema democràtic liberal, els altres exigiren la independència de les repúbliques nacionals. Encara els altres insistiren en la restauració dels vells camins soviètics. Finalment, Gorbatxov ja no pogué forjar un compromís entre aquestes forces i la conseqüència final va ser el col·lapse de la Unió Soviètica.

## Reestructuració post-soviètica
Per tal de reestructurar el sistema d'ordre administratiu soviètic i la transició a una economia basada en el mercat, el programa de xoc de Ieltsin va ser posat en marxa uns dies després de la dissolució de la Unió Soviètica. Les subvencions a les granges i indústries que perdien diners van ser tallades, els controls dels preus van ser abolits i el ruble es mogué vers la convertibilitat. Les noves oportunitats del cercle de Ieltsin i altres empresaris per prendre l'antiga propietat estatal van ser així creades, reestructurant l'antiga economia posseïda per l'Estat. Després d'haver obtingut el poder, la gran majoria de reformadors "idealistes" guanyà unes possessions enormes de la propietat estatal, usant les seves posicions governamentals i fent-se oligarques comercials d'una manera que semblà poc ètica a una democràcia emergent. Les institucions existents van ser clarament abandonades abans de l'establiment de les noves estructures legals de l'economia de mercat, com aquells governant la propietat privada, supervisant els mercats financers i fent acomplir els impostos.
Els economistes de mercat cregueren que desmuntar el sistema d'ordre administratiu a Rússia aixecaria el PBI i el nivell de vida, assignant nous recursos més eficaçment. També cregueren que el col·lapse portaria noves possibilitats de producció en eliminar la planificació central, la substitució d'un sistema de mercat descentralitzat, l'eliminació de la deformació macroeconòmica i estructural enorme per la liberalització i el subministrament d'incentius per liberalització.
Des del col·lapse de l'URSS, Rússia ha afrontat molts problemes que els defensors del lliure mercat el 1992 no esperaven: entre altres coses, el 25% de la població viu actualment per sota del llindar de la pobresa, l'esperança de vida s'ha reduït, els índexs de natalitat són baixos, i el PBI ha caigut a la meitat.
Aquests problemes conduïren a una sèrie de crisis als anys 90, que gairebé portaren a l'elecció del rival comunista de Ieltsin, Guennadi Ziugànov a les eleccions presidencials de 1996.

### Prehistòria
La Unió Soviètica heretà el territori i l'estructura multinacional de l'Imperi Rus. Finlàndia i Polònia van rebre la independència. Entre 1918 i 1921 es perderen alguns territoris occidentals, però es recuperaren de nou entre 1939 i 1946.
Després del final de la Segona Guerra Mundial, l'URSS disposava d'un territori enorme a Europa i a l'Àsia amb accés a tots els mars i oceans, uns recursos naturals enormes, i una economia desenvolupada de tipus socialista fundada sota l'especialització regional i les relacions econòmiques interregionals. A més, la direcció dels "països socialistes" es trobava sota el control parcial dels poders de l'URSS.
Als anys 70 i 80, els conflictes internacionals eren insignificants; la ideologia soviètica subratllava el fet que l'URSS constituïa la família unida dels pobles fraternals. L'URSS era encapçalada per representants de diferents nacionalitats: Ióssif Stalin era georgià, Nikita Khrusxov, Leonid Bréjnev i Konstantín Txernenko eren ucraïnesos... Els russos, el poble més nombrós, vivien no tan sols al territori de la RSFSR, sinó que estaven escampats per totes les repúbliques. Cadascuna de les repúbliques de la Unió tenia la seva bandera, el seu himne i la seva direcció de partit (excepte la RSFSR)
La direcció de l'estat multinacional va ser centralitzada: el país estava encapçalat pels orgues centrals del Partit Comunista de la Unió Soviètica, que controlaven tota la jerarquia dels orgues de poder. Els dirigents de les repúbliques de la unió eren confirmats per la direcció central. Aquest estat real dels assumptes s'assemblava ben poc de la construcció idealitzada descrita a la Constitució de l'URSS. Algunes repúbliques, com Ucraïna o Belarús, van arribar a tenir els seus propis representants en el moment de la fundació de l'ONU.
Després de la mort de Stalin es produí alguna descentralització del poder. En particular, es va fer complir la llei estricta al càrrec de primer secretari a les repúbliques perquè fixés al representant de la nació. El segon secretari del Partit a les repúbliques era un representant del Comitè Central. Això comportà que els dirigents locals tinguessin una força incondicional a les seves regions. Després de la descomposició de l'URSS, molts d'aquests dirigents es van transformar en dictadors.
Si el 1956 és possible trobar quan l'URSS florí, després de la mort de Bréjnev el 1982 l'URSS començà a trontollar. No existeix una única opinió sobre quin va ser el motiu, ni tampoc si era un fet previsible o inevitable. Entre les causes possibles apareixen:
- les tendències centrífugues, inherents a cada país multinacional.
- els intents fracassats de la reforma del sistema soviètic, que portaren a l'estancament i després a la desorganització de l'economia, que comportà la desorganització del sistema polític
- el descens mundial dels preus del petroli, que va fer trontollar l'economia soviètica
- la incapacitat de l'URSS en sostenir la cursa d'armament
- l'activitat ineficaç dels governadors (Bréjnev i els seus successors), l'activitat reformadora dels quals devastà l'economia i espatllà els mecanismes del poder centralitzat
- l'interès dels països occidentals en l'afebliment de l'URSS i l'activitat d'explosió dels serveis especials occidentals
- la manca de principis dels poders centrals i republicans de l'URSS per les ambicions polítiques i la lluita pel poder
- el desig per part de l'elit política i econòmica de robar per tot arreu al país
- les contradiccions internacionals i el desig dels diferents pobles a desenvolupar independentment la seva cultura i la seva economia

Des de 1985, el Secretari General del PCUS, Mikhaïl Gorbatxov i els seus partidaris, començaren la política de reconstrucció, creixent bruscament l'activitat política del poble, formant-se moviments i organitzacions de masses, fins i tot nacionals. Les temptatives de la reforma del sistema soviètic portaren a la penetració de la crisi al país. A l'arena política, aquesta crisi s'expressa com l'oposició del President de l'URSS Gorbatxov i el President de la RSFS de Rússia Ieltsin. Ieltsin feia propaganda activa de la consigna sobre la necessitat de la sobirania de la RSFS de Rússia.

### La crisi general
La descomposició de l'URSS tenia lloc en el fons de l'inici de la crisi general econòmica, de política exterior i demogràfica. El 1989, per primera vegada, es declarà oficialment l'inici de la crisi econòmica a l'URSS (el creixement de l'economia es canviava per la caiguda)
Durant 1989-1991 s'arriba al màxim en el problema principal de l'economia soviètica: el dèficit crònic mercantil: de la venda lliure desapareixen pràcticament totes les mercaderies bàsiques, llevat del pa, introduint-se els talons de racionament per tot el país. També el 1991 es fixà per primera vegada la crisi demogràfica (l'augment de la mortaldat davant la natalitat)
La denegació de la intervenció en els afers interns d'altres països portà al seu darrere la caiguda dels règims pro-soviètics comunistes a l'Europa Oriental: a Polònia, el 9 de desembre de 1990 arriba al poder l'antic líder del sindicat Solidarność Lech Wałęsa; a Txecoslovàquia, ho feia un antic dissident, Vatslav Gavel, el 29 de desembre de 1989. A Romania, a diferència de la resta de països de l'Europa Oriental, els comunistes eren desplaçats per la força, i el president-dictador Nikolai Ceacescu era afusellat juntament amb la seva dona.
A més, dins del territori de l'URSS s'estenen una sèrie de conflictes internacionals:
La primera manifestació de la tensió durant la Reconstrucció tingué lloc pels successos del Kazakhstan. El 16 de desembre de 1986, a Alma-Ata, tenia lloc la manifestació de protesta després que Moscou tractés d'imposar pel càrrec de primer secretari del Comitè Central del Partit Comunista de la República del Kazakhstan al seu protegit, V.G. Kolbina, que treballava abans com a primer secretari del Comitè Regional del Partit Comunista Soviètic, i que no tenia cap mena de relació amb el Kazakhstan. Aquesta manifestació va ser esclafada per l'exèrcit de l'interior. Alguns dels seus participants desaparegueren sense deixar rastre o foren empresonats. Aquests successos foren coneguts com a Zeltoskan.
El 1988 s'inicià el conflicte de Karabahski. Hi hagué unes matances entre armenis i azerbaidjans. El 1989, el Consell Superior de l'RSS d'Armènia declarà com a pròpia les muntanyes de Karabah, i l'RSS de l'Azerbaidjan inicià un bloqueig. L'abril del 1991, finalment s'inicià una guerra entre ambdues repúbliques soviètiques.
El 1990 s'iniciaren els desordres a la vall de Fergana, que agrupava diverses nacionalitats de l'Àsia central. La decisió de rehabilitar als pobles deportats per Stalin va fer augmentar la tensió en una sèrie de regions, en particular a Crimea, entre els tàrtars de Crimea i els russos; i a la regió suburbana d'Ossètia del Nord, entre els osetis i els ingúixos.
En el fons de la crisi general, creix la popularitat dels demòcrates radicals, amb Borís Ieltsin al capdavant, i arribant a nivells màxims a les dues ciutats principals: Moscou i Leningrad.
A cap de les repúbliques de l'Àsia central no hi havia moviments organitzats que perseguissin l'objectiu d'assolir la independència. Entre les repúbliques musulmanes, a excepció del Front Popular Azerbaidjà, només existia un moviment independentista al Tatarstà.
El 7 de febrer de 1990, els Comitès Centrals del Partit Comunista de la Unió Soviètica declarà l'afebliment del monopoli en el poder, i durant algunes setmanes van ser les primeres eleccions lliures. En molts llocs guanyaren els liberals i els nacionalistes. Durant 1990-91, moltes de les repúbliques autònomes acceptaren la Declaració de la Sobirania, en la que impugnaren la prioritat de les lleis de la Unió Soviètica davant les lleis pròpies. També s'emprengueren accions pel control de les economies locals, així com les negacions a pagar els impostos dels pressupostos russos aliats i federals. Aquests conflictes tallaren moltes relacions econòmiques que encara més agreujà la posició econòmica soviètica.
El primer territori de l'URSS que declarà la independència el gener de 1990 va ser la República Soviètica Autònoma de Nahitxevanski. La seguiren Lituània, Geòrgia, Estònia, Letònia, Moldàvia i Armènia.

### La separació d'Ucraïna
El setembre del 1989 va fundar-se el Moviment Nacional Demòcrata Ucraïnès “Narodniy Ruj” (Moviment Popular), que participà en les eleccions el 30 de març de 1990 a la Rada (Consell Suprem) d'Ucraïna, i que rebé un suport considerable.
A la marxa dels successos colpistes del CEE (Comitè Estatal d'Emergència), el 24 d'agost de 1991, la Rada acceptà la declaració d'independència, reforçada pels resultats del referèndum de 1991.
Posteriorment, a Crimea, gràcies a la majoria de la població russa que no volia la separació de Rússia, es proclamà la sobirania de la República Autònoma de Crimea.

### El referèndum de 1991 sobre la conservació de l'URSS
Al març de 1991 tindria lloc el referèndum, sobre el que la majoria aclaparadora de la població en cadascuna de les repúbliques votà per la conservació de l'URSS.
En 6 repúbliques de la Unió (Lituània, Estònia, Letònia, Geòrgia, Moldàvia, Armènia), que abans havien declarat la independència o el traspàs de la independència, el referèndum de la Unió Soviètica no passà realment, a excepció d'alguns territoris, sobre els que ja s'havien realitzat consultes.

### Cop d'estat de 1991
El 18 d'agost, quan es trobava de vacances a Crimea, Gorbatxov va ser confinat a la seva datxa i declarat "incapaç d'assumir les seves funcions per motius de salut", en un cop d'estat planejat pels membres conservadors de l'aparell, el KGB i alguns caps militars. Gennadi Ianaiev, vicepresident de l'URSS, assumí interinament la presidència, i una direcció col·legiada formada per 8 persones que decretaren l'estat d'urgència, restablí la censura i publicà una proclama justificant el cop. La resistència va ser encapçalada per primer moment per Borís Ieltsin qui, des del Parlament de Rússia, cridà a la desobediència civil i a la vaga general. La creixent oposició popular a Moscou i Leningrad, el rebuig internacional i la defecció d'algunes unitats militars, que passaren a obeir a Ieltsin, dividiren i paralitzaren els colpistes. El cop quedà avortat el 21 d'agost, quan els membres del Comitè d'Estat es dispersaren abans de ser detinguts. Gorbatxov, alliberat, retornà a Moscou i donà suport i estimulà decididament els canvis radicals que requeria la nova situació.
Les activitats del PCUS van ser proscrites pel Tribunal Suprem el 29 d'agost, es van dissoldre els orgues del poder central i s'obrí un nou període constituent.

### Proclamació d'independència de les repúbliques de l'URSS
- 1990:
  - 19 de gener — República Autònoma Socialista Soviètica Nahichevanskaya
  - 11 de març — República Socialista Soviètica Lituana
  - 30 d'agost — República Autònoma Socialista Soviètica Tàrtara
  - 27 de novembre — República Autònoma Socialista Soviètica Txetxena-ingutxe

- 1991:
  - 9 d'abril — República Socialista Soviètica de Geòrgia
  - 8 de juny — República Socialista Soviètica Autònoma de Txetxènia-Ingúixia
  - 20 d'agost — República Socialista Soviètica d'Estònia
  - 21 d'agost — República Socialista Soviètica de Letònia
  - 24 d'agost — República Socialista Soviètica d'Ucraïna
  - 25 d'agost — República Socialista Soviètica de Belarús
  - 27 d'agost — República Socialista Soviètica de Moldàvia
  - 30 d'agost — República Socialista Soviètica de l'Azerbaidjan
  - 31 d'agost — República Socialista Soviètica del Kirguizstan
  - 1 de setembre — República Socialista Soviètica de l'Uzbekistan
  - 9 de setembre — República Socialista Soviètica del Tadjikistan
  - 23 de setembre — República Socialista Soviètica d'Armènia
  - 27 d'octubre — República Socialista Soviètica del Turkmenistan
  - 16 de desembre — República Socialista Soviètica del Kazakhstan

Cap d'aquestes repúbliques no acomplí els procediments prescrits per la llei de l'URSS del 3 d'abril de 1990. El consell estatal de l'URSS, creat el 5 de setembre de 1991, consistent en els caps de les Repúbliques de la Unió sota la presidència del president de l'URSS, reconegué formalment la independència només de les 3 repúbliques bàltiques. El 4 de novembre, V.I. Iljuhin va instruir una causa contra Gorbatxov per l'article 64 del Codi Penal de la RSFSR (traïció a la Pàtria), amb relació a les decisions preses pel Consell d'Estat. En opinió d'Iljuhin, quan Gorbatxov els signà, violà el jurament i la constitució de la Unió Soviètica, i amenaçà la inviolabilitat territorial i la seguretat d'estat de l'URSS. Després d'això, Iljuhin va ser acomiadat del Ministeri Públic de l'URSS.

## Refefències
1. ↑  Caren, Mark S. «Capítol I - Introducció». A: The Soviet-Afghan War: Another Look (en anglès).  Pickle Partners Publishing, 2014. ISBN 1782897674.
2. ↑  Whelan, Joseph G. Soviet diplomacy and negotiating behavior--1988-90: Gorbachev-Reagan-Bush meetings at the summit (en anglès). Volum 3.  U.S. G.P.O., 1991, p. 120.
3. ↑  Voprosy Ekonomiki (Moscú), núm. 2 (1988), p. 79.
4. ↑  «Muere en Rusia Gennady Yanayev, el organizador del golpe de Estado de 1991 contra Gorbachov» (en castellà).   Europa Press, 24-09-2010. [Consulta: 7 gener 2021].